# 藤原宗能
藤原 宗能（ふじわら の むねよし）は、平安時代後期の公卿。本名は宗隆。藤原北家中御門流、右大臣・藤原宗忠の長男。官位は正二位・内大臣。中御門内大臣と号した。

## 経歴
永長2年（1097年）叙爵。左兵衛佐・近衛少/中将等の武官や、堀河・鳥羽両天皇の蔵人を経て、大治5年（1130年）蔵人頭に任ぜられる。天承元年（1131年）参議に任ぜられ公卿に列す。天承2年（1132年）従三位、長承3年（1134年）権中納言、保延5年（1139年）正三位次いで従二位に叙される。崇徳朝において、極官は権中納言かつ天皇の外戚でもないにもかかわらず、政治に強い影響力を持ち「わきの関白」の異名で呼ばれた。
康治2年（1143年）正二位、久安5年（1149年）権大納言。保元元年（1156年）には、重篤となっていた鳥羽法皇に対し、その死後予想される兵乱に備えるよう奏上した。実際に、同年7月の鳥羽法皇崩御後まもなく保元の乱が発生している。同年9月大納言に昇進したのちは、摂関家の近衛基実・松殿基房兄弟や閑院流の三条公教・徳大寺公能らに大臣の座を巡って次々と先を越されるが、応保元年（1161年）77歳にして内大臣に任ぜられる。長寛2年（1164年）子息の宗家の正三位叙位と引き替えに内大臣を辞任する。
仁安3年（1168年）6月12日出家。

## 人物
有職故実に明るく、その教えを受けていた九条兼実は日記『玉葉』の中でに宗能の死を惜しんでいる。また、催馬楽の名手でもあり、声が非常に美しかったという。日記に『中内記』がある。
物事の道理に明るく、はっきりした性格であったという。

## 逸話
『今鏡』に宗能が有職故実に詳しかったことを示す逸話がある。
- 崇徳天皇が成人して、初めて五節の帳台の試みに出御する際、出御自体が非常にまれであったことから、その際に着る指貫の模様が何であるか、蔵人がはっきりわからず不安に思っていたところ、当時蔵人頭であった宗能は「霰地に窠の文」であると滞りなく答えたという[1]。

## 系譜
- 父：藤原宗忠
- 母：藤原行房の女
- 妻：藤原為隆の女
  - 男子：藤原頼衡
  - 男子：藤原宗親
  - 男子：尊誉（?-?）
  - 男子：玄壽
- 妻：藤原長実の女
  - 男子：藤原宗家（1139-1189）
  - 男子：藤原成能
- 妻：藤原敦雅の女
  - 男子：藤原光能
  - 男子：藤原頼輔
- 妻：藤原仲実の女
  - 男子：宗命
  - 男子：宗縁
- 生母不明
  - 男子：宗隆
  - 男子：宗覚
  - 男子：寛宗
  - 男子：玄修
  - 男子：能忠（?-1169）
  - 女子：藤原季行室（?-1193）